# Palatul Cenad din Arad
Palatul Cenad este un edificiu aflat pe Bulevardul Revoluției în municipiul Arad, fiind una dintre cele mai impunătoare imobile ale orașului. A fost construit între anii 1892 - 1894, de către societatea de cale ferată Arad-Cenad, după planurile arhitectului Jivaszek. Clădirea face parte din ansamblul urbanistic al Pieței Primăriei ridicat într-o combinație de stiluri eclectic și neoclasic, cu o arhitectură bogat ornamentată în stil clasic și renascentist ce prezintă elemente decorative care îi trădează menirea ca funcționalitate. Este vorba de zeul comerțului Mercur, a cărui figură este reprezentată pe frontispiciul edificiului.